# 農家資格
農家資格（のうかしかく）とは農地基本台帳に登録されており、一定規模以上耕作していること。
市街化調整区域の地目が田あるいは畑である土地を購入する際は、農業委員会による承認と都道府県知事による許可が必要となり、農家資格を求められる事が多い（耕作目的の場合は必須）。